# Tsar Puixka

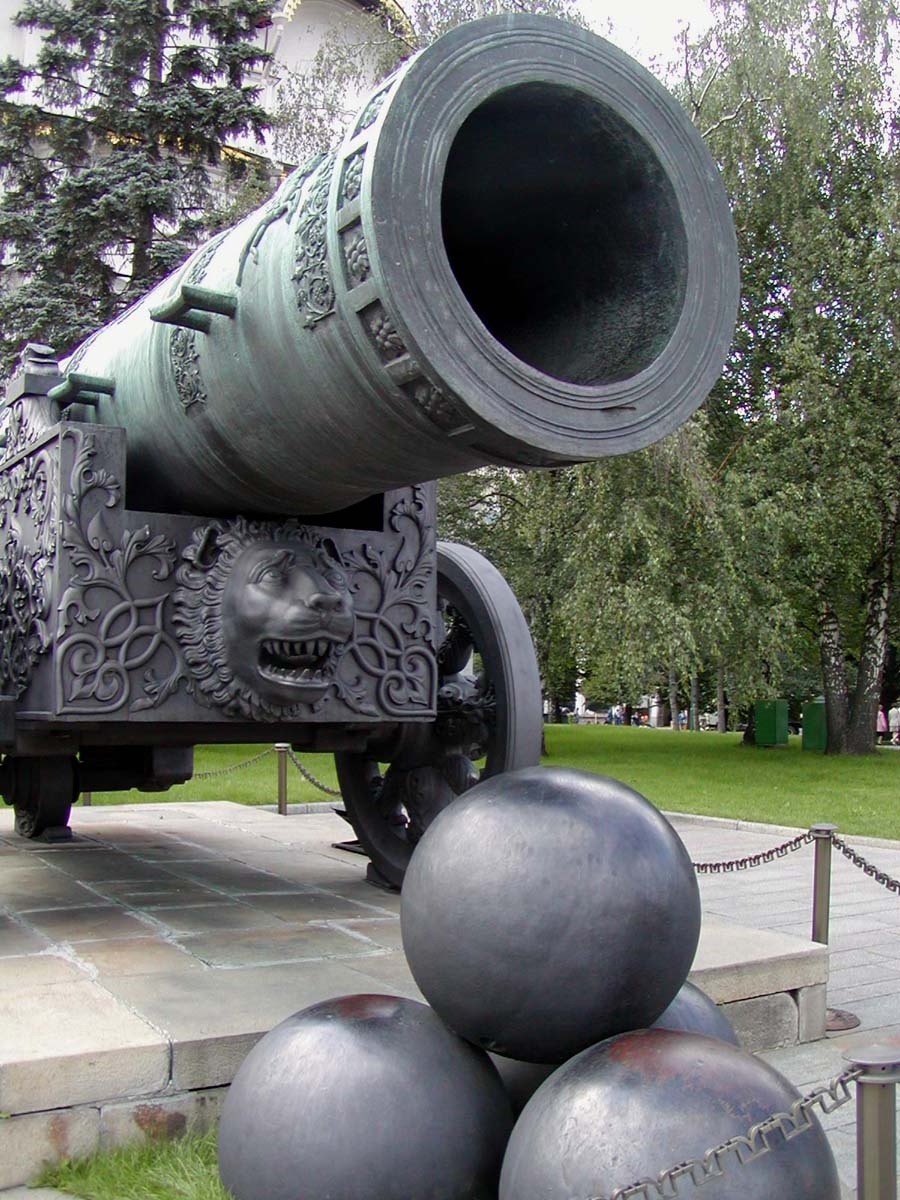
Vista del Tsar Puixka. Es pot veure el seu calibre enorme.

El Tsar Puixka (en rus: Царь-пу́шка), literalment el "Rei dels canons", és un canó gegantí, forjat en 1586 pel constructor rus Andrei Txókhov, a petició del tsar Teodor I, fill d'Ivan el Terrible. Pesa 39.312 kg, té una longitud de 5,34 metres, un calibre de 890 mm, i un diàmetre extern de 1.200 mm.
Va ser concebut per disparar metralla per a la defensa del Kremlin en temps de guerra. Tanmateix no va ser mai utilitzat i podria realment haver estat creat de manera única com a proesa d'enginyeria militar.
El canó està decorat amb baixos relleus. Un d'ells representa ostensiblement el tsar Teodor I a cavall. La curenya original va ser construïda al segle xix, però va ser destruïda per un incendi en 1812.
La nova curenya i les bales de canó de fosa van ser foses en 1835. El canó és exposat al Kremlin, Moscou, al costat de la Tsar Kólokol. Ha estat restaurat en 1980. El Llibre Guinness de Rècords el descriu com el major canó obús mai construït. Les bales de canó exposades mai no han estat concebudes per ser utilitzades: són d'un diàmetre superior a allò que el canó podria utilitzar. Diu la llegenda que van ser foses a Sant Petersburg, tres centímetres massa gruixudes, com a broma per marcar la rivalitat amb Moscou.

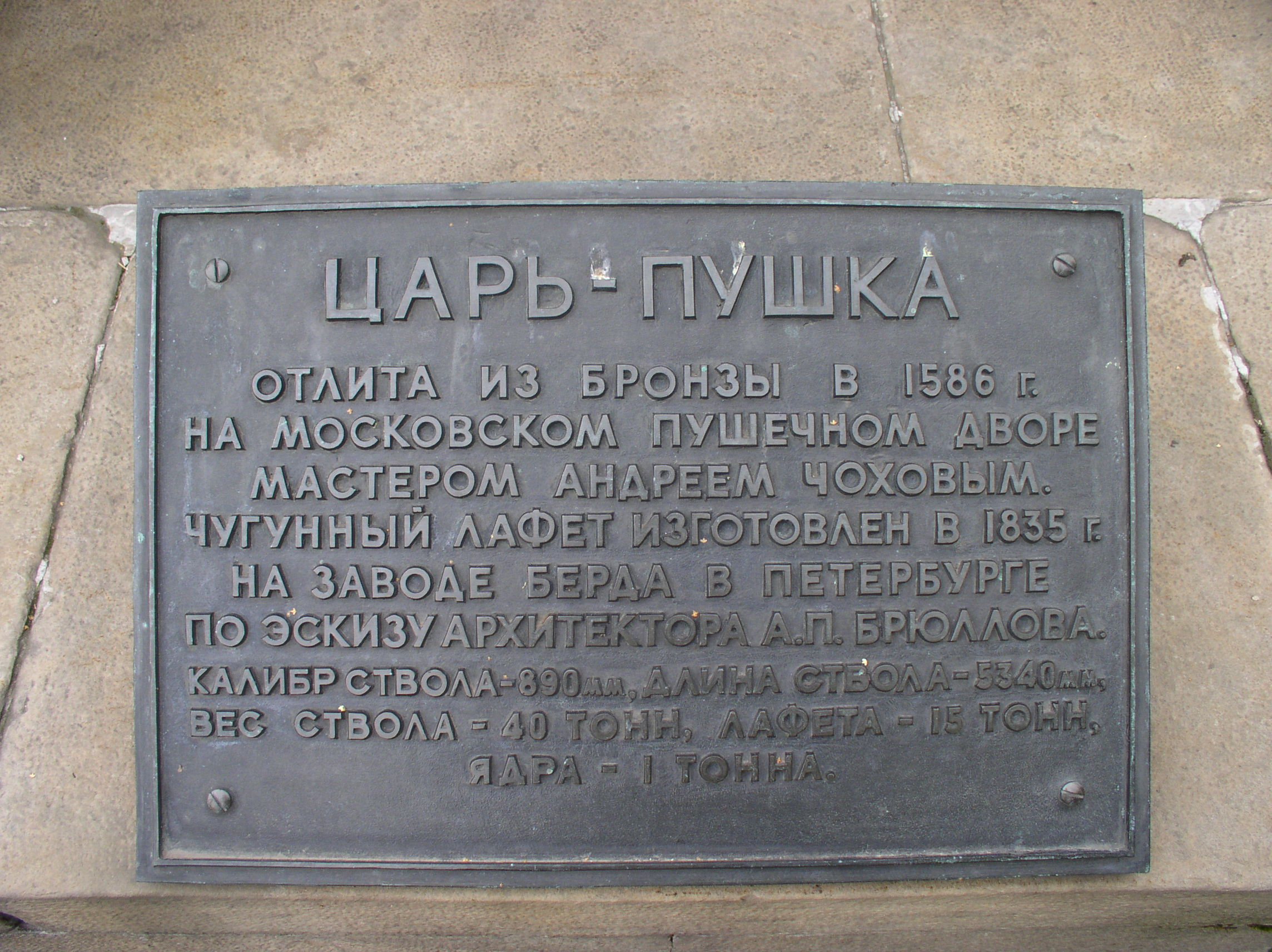